# Poljica (Krk)
Poljica (olaszul: Poglizza dei Morlacchi) falu Horvátországban Tengermellék-Hegyvidék megyében. Közigazgatásilag Krkhez tartozik.

## Fekvése
A Krk-sziget Šotoventonak nevezett nyugati részén Krk városától 10 km-re északnyugatra, a sziget belsejében, a legközelebbi tengerparttól a Čavlena-öböltől 3 km-re fekszik. Az öböllel erdei út köti össze. Közvetlen közelében fekszenek Bajčići és Nenadići falvak.

## Története
Területe a 15. század első feléig csak gyéren lakott volt. A Frangepánok, hogy fokozzák az adóból származó bevételeiket a 15. században velebiti vlachokat telepítettek ide, akik egy sajátos nyelvet az úgynevezett krki románt (krčkorumunjski) beszélték. A lakosság többségét azonban továbbra is horvátok alkották. A Frangepánok krki uralma 1480-ig tartott, amikor Velence tartva attól, hogy a Mátyás magyar király elfoglalja Frangepán VII. Jánost a sziget átadására bírta. Ezt követően Krk szigetét a Velence által kinevezett kormányzók, velencei nemesek igazgatták, akik viszonylagos önállóságot élveztek. A 16. század elején a török veszély miatt a kontinens területeiről számos menekült érkezett ide. 1797-ben a napóleoni háborúk egyik következménye a Velencei Köztársaság megszűnése volt. Napóleon bukása után 1813-ban Krk osztrák kézre került. Ausztria 1822-ben a Kvarner szigeteivel együtt elválasztotta Dalmáciától és Isztriával kapcsolta össze, mely közvetlenül Bécs irányítása alá tartozott. Népiskoláját 1848-ban alapították. 1867 és 1918 között az Osztrák–Magyar Monarchia része volt. 1857-ben 39, 1910-ben 67 lakosa volt. Az Osztrák-Magyar Monarchia bukását rövid olasz uralom követte, majd a település a Szerb–Horvát–Szlovén Királyság része lett. A második világháború idején előbb olasz, majd német csapatok szállták meg. A háborút követően újra Jugoszlávia, majd az önálló horvát állam része lett. 2011-ben 73 lakosa volt. Lakói főként mezőgazdasággal, főként földműveléssel, állattartással, kisebb mértékben olajbogyó termesztéssel, szőlőműveléssel foglalkoztak. Ma is a mezőgazdaság a legfontosabb megélhetési forrás, mások a közeli Krken és Malinskán dolgoznak. A településnek ma is jobbára a régen épített kőházai állnak, ezért a turizmus itt kevéssé fejlődött mint a közeli településeken.

## Lakosság
| Lakosság változása | Lakosság változása | Lakosság változása | Lakosság változása | Lakosság változása | Lakosság változása | Lakosság változása | Lakosság változása | Lakosság változása | Lakosság változása | Lakosság változása | Lakosság változása | Lakosság változása | Lakosság változása | Lakosság változása | Lakosság változása |
| ------------------ | ------------------ | ------------------ | ------------------ | ------------------ | ------------------ | ------------------ | ------------------ | ------------------ | ------------------ | ------------------ | ------------------ | ------------------ | ------------------ | ------------------ | ------------------ |
| 1857               | 1869               | 1880               | 1890               | 1900               | 1910               | 1921               | 1931               | 1948               | 1953               | 1961               | 1971               | 1981               | 1991               | 2001               | 2011               |
| 39                 | 43                 | 54                 | 59                 | 54                 | 67                 | 80                 | 85                 | 82                 | 89                 | 68                 | 72                 | 74                 | 65                 | 62                 | 73                 |

## Nevezetességei
- A település leglátványosabb műemléke az 1768-ban finoman faragott kövekből épített harangtorony, mely 29 méteres magasságával uralja a település és a környék látványát.
- Szent Kozma és Damján tiszteletére szentelt plébániatemploma[4] 1490 előtt épült gótikus stílusban. Szentélye 16. századi, oltárai és berendezése a 17. és 18. századból valók. A plébániatemplom egyhajós, nyugat-keleti irányban orientált, kereszt alaprajzú épület. Az ablakkeret glagolita keltezéséből ítélve 15. századi. A homlokzatot reneszánsz körablak díszíti. 16. végén vagy 17. elején. században új szentélyt építettek hozzá. A barokk korban a templom elejére előcsarnokot, majd két oldalkápolnát építettek. 1768-ban szabadon álló harangtorony épült, amelyet kőből építettek, és barokk díszítőelemekkel látták el. A 19. és a 20. század fordulóján a templomhajóban a historizmus jegyében új, íves ablaknyílásokat készítettek.
- A falu közelében a Čavlena-öböl felett található a sziget legnagyobb tölgyfája, melynek korát 400 évesre becsülik.

## Fordítás
Ez a szócikk részben vagy egészben  a   Poljica (Krk) című horvát Wikipédia-szócikk fordításán alapul.  Az eredeti cikk szerkesztőit annak laptörténete sorolja fel. Ez a jelzés csupán a megfogalmazás eredetét és a szerzői jogokat jelzi, nem szolgál a cikkben szereplő információk forrásmegjelöléseként.